# Араби, Малика
Малика Араби (род. 8 марта 1951, Тизи-Узу) — алжирская писательница. Она является автором трилогии: «Осколки жизни» (2011), «По стопам моего отца» (2013) и «Сломанные судьбы» (2015).

## Биография
Малика Араби родилась в Кабилии, Мизрана, в деревне Тасифт недалеко от Тигзирта. Она посещала начальную школу Тала Маяче и техническую школу Карубье в Алжире, чтобы поступить в среднюю школу. В 2013 году она посетила книжную ярмарку Boudjima.

## Произведения
- Éclats de vie (2011), ISBN 9782953951707, OCLC 762717780
- Marcher dans les pas de mon père (2013) ISBN 9782953951714, OCLC 858187148
- Destins brisés (2015). ISBN 9782953951721, OCLC 919026611